# Bánh mì Prądnik
Prądnik bánh mì (tiếng Ba Lan: Chleb prądnicki) - là một bánh mì nướng secale truyền thống tại Kraków. Bánh mì có thể được sản xuất trong những ổ bánh khổng lồ lên tới 14 kg. Nó là một sản phẩm được bảo vệ, theo chỉ dẫn địa lý và đặc sản truyền thống trong Liên minh châu Âu.
Bánh mì Prądnik được sản xuất tại các ngôi làng nằm bên bờ sông Prądnik - ở Prądnik Czerwony và Prądnik Biały, từ thế kỷ XIV. Trước đây, năng lượng hấp dẫn của dòng chảy bên trên dòng sông đã được sử dụng để tạo ra cối xay nước để xay bột. Tài liệu lâu đời nhất có đề cập đến bánh mì Prądnik bắt nguồn từ năm 1421, khi Giám mục Kraków, Albert đưa cho đầu bếp của mình hai vùng đất (źreb) bên sông Prądnik và giao nhiệm vụ cho ông ấy nướng bánh cho giám mục.
Theo đặc quyền của hoàng gia, vào ngày 26 tháng 5 năm 1496, Vua John I Albert đã trao cho những người thợ làm bánh trên sông Prądnik (trong số những người khác) quyền bán bánh mì ở Kraków mỗi tuần một lần, trong phiên chợ diễn ra vào thứ Ba. Những người làm bánh bên ngoài Kraków có những hạn chế trong việc bán và sản xuất bánh mì, họ chỉ nhận được đầy đủ quyền thương mại vào năm 1785.